# VOLUNTEERED APEMAN
「VOLUNTEERED APEMAN」（ヴォランティアド・エイプマン）は、CORNELIUS（小山田圭吾）が1996年に限定リリースした、レコードである。猿型の変形ピクチャーレコードであるが、溝の部分は7インチレコードと同じである。2曲とも『69/96』収録。

## 収録曲
A面
1. VOLUNTEERED APEMAN

AA面
1. MOON WALK